# São Miguel (Penela)
A Freguesia de São Miguel foi uma freguesia portuguesa do Município de Penela que tinha 32,61 km² de área e 1 600 habitantes (2011), tendo, por isso, uma densidade populacional de 49,1 hab/km².
Era uma das poucas freguesias portuguesas territorialmente descontínuas, consistindo em duas partes de extensão semelhante, separadas pela parte norte da antiga freguesia de Santa Eufémia, também do concelho de Penela.
Foi extinta (agregada) pela reorganização administrativa de 2012/2013, sendo o seu território integrado na União das Freguesias de São Miguel, Santa Eufémia e Rabaçal, territorialmente contínua.

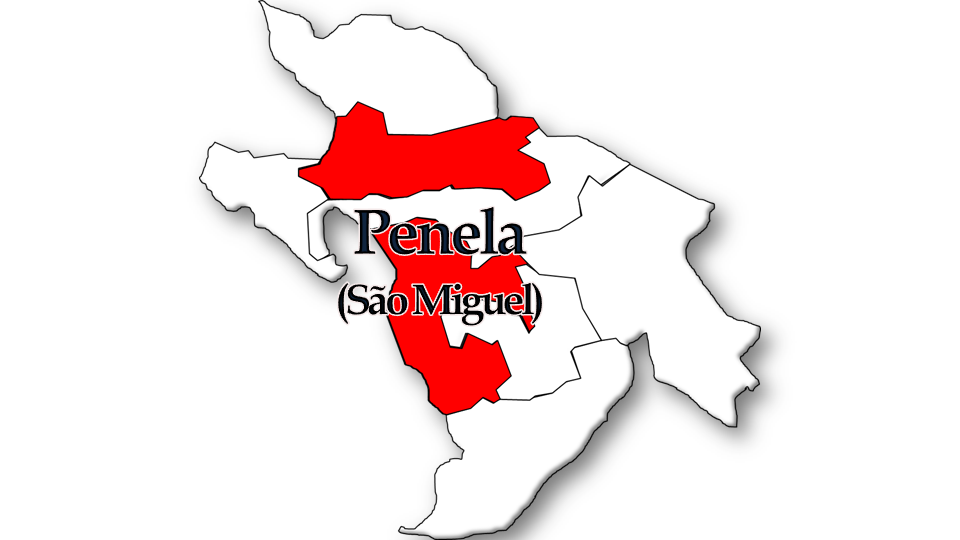
Localização no Município de Penela

## População

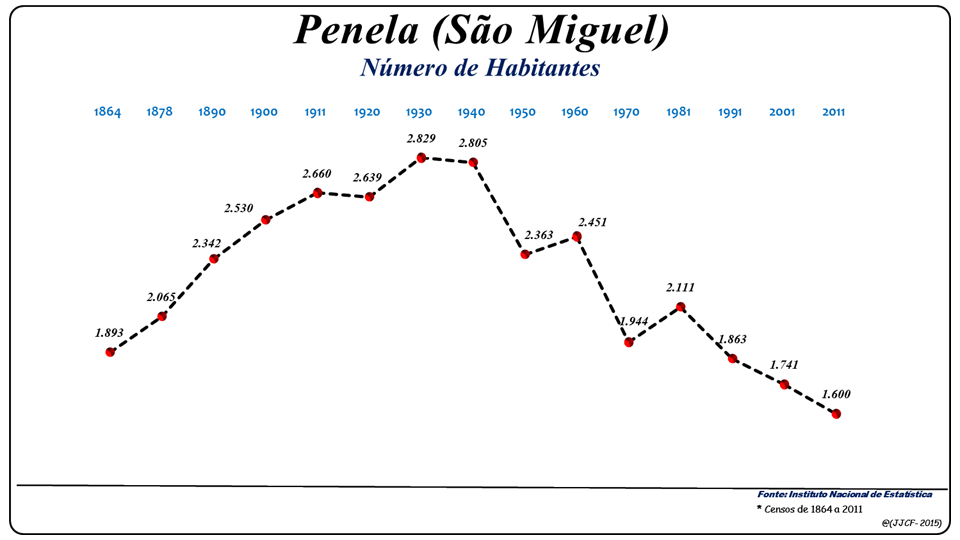
Evolução da População (1864 / 2011)

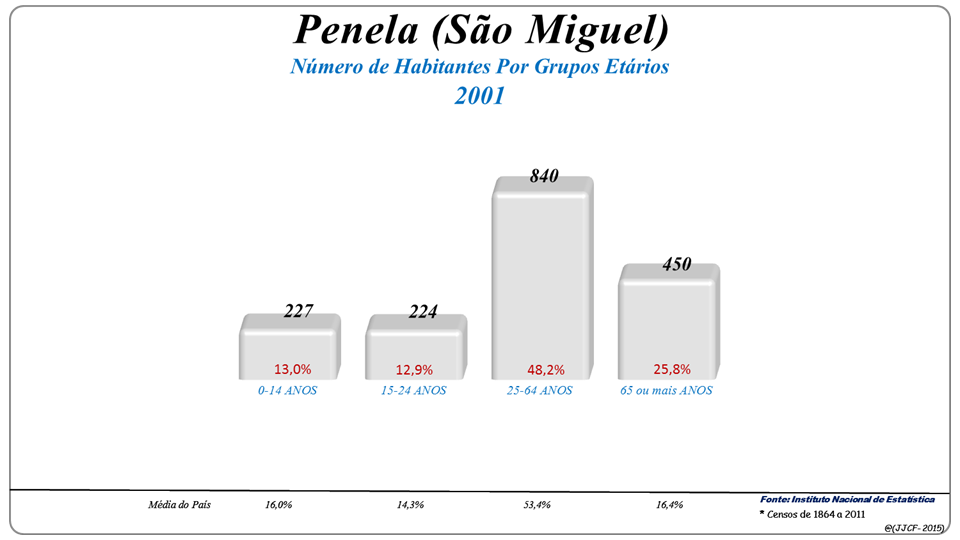
Grupos Etários (2001 e 2011)

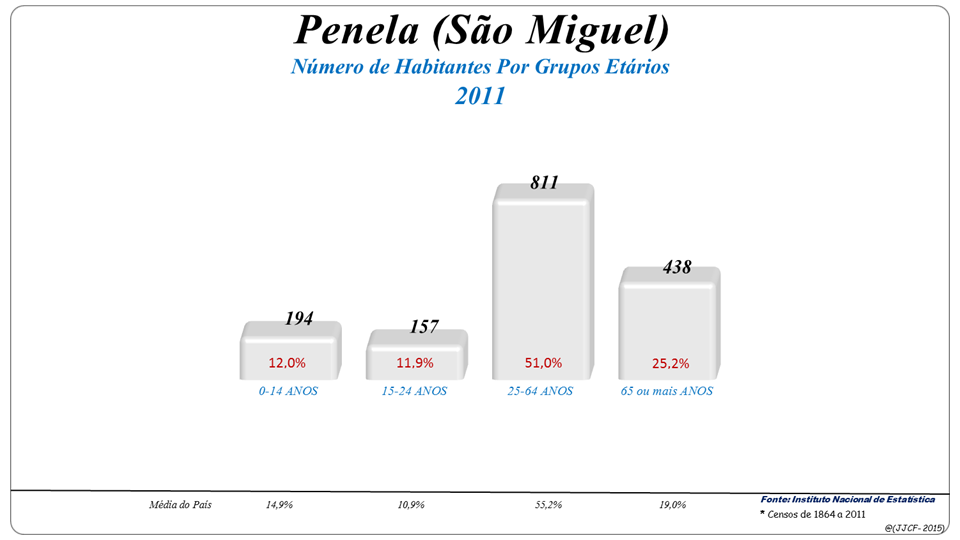
Grupos Etários (2001 e 2011)

Antigas freguesias que deram origem à União das Freguesias de São Miguel, Santa Eufémia e Rabaçal (Penela).

| População da Freguesia de Penela (São Miguel) | População da Freguesia de Penela (São Miguel) | População da Freguesia de Penela (São Miguel) | População da Freguesia de Penela (São Miguel) | População da Freguesia de Penela (São Miguel) | População da Freguesia de Penela (São Miguel) | População da Freguesia de Penela (São Miguel) | População da Freguesia de Penela (São Miguel) | População da Freguesia de Penela (São Miguel) | População da Freguesia de Penela (São Miguel) | População da Freguesia de Penela (São Miguel) | População da Freguesia de Penela (São Miguel) | População da Freguesia de Penela (São Miguel) | População da Freguesia de Penela (São Miguel) | População da Freguesia de Penela (São Miguel) |
| --------------------------------------------- | --------------------------------------------- | --------------------------------------------- | --------------------------------------------- | --------------------------------------------- | --------------------------------------------- | --------------------------------------------- | --------------------------------------------- | --------------------------------------------- | --------------------------------------------- | --------------------------------------------- | --------------------------------------------- | --------------------------------------------- | --------------------------------------------- | --------------------------------------------- |
| 1864                                          | 1878                                          | 1890                                          | 1900                                          | 1911                                          | 1920                                          | 1930                                          | 1940                                          | 1950                                          | 1960                                          | 1970                                          | 1981                                          | 1991                                          | 2001                                          | 2011                                          |
| 1 893                                         | 2 065                                         | 2 342                                         | 2 530                                         | 2 660                                         | 2 639                                         | 2 829                                         | 2 805                                         | 2 363                                         | 2 451                                         | 1 944                                         | 2 111                                         | 1 863                                         | 1 741                                         | 1 600                                         |